# 瓦渡乡
瓦渡乡，是中华人民共和国云南省保山市隆阳区下辖的一个乡镇级行政单位。

## 行政区划
北与水寨乡、金鸡乡接壤，西邻河图街道和汉庄镇汉庄镇，东边则是大田坝乡和丙麻乡。行政区域面积233.79km²。瓦渡乡下辖以下地区：
瓦渡村、荒田村、打平村、平场子村、土官村、三坪村、浪坝村、安和村、垭口村和平林子村。